# Massive Attack (canción)
«Massive Attack» es una canción de la rapera Trinitense Nicki Minaj. La canción cuenta con el cantante estadounidense, compositor y productor Sean Garrett, quien escribió la canción con Minaj y produjo la canción con Alex da Kid. Sirve como el primer sencillo del álbum debut de Minaj, Pink Friday. La canción fue un cambio en su anterior obra en mixtapes, obtuvo buenas críticas, elogiando el contenido lírico y el carácter distintivo, y criticando que no se ajustaba a su personalidad de "barbie". Un video musical que cuenta con una persecución en helicóptero, la selva militarista y escenas del desierto, fue recibida positivamente. La canción hace su aparición en el  Bubbling Under Hot 100 Singles  del Billboard Hot 100 en veintidós, y alcanzó su punto máximo a los sesenta y cinco en la lista Hot R&B/Hip-Hop Songs

## Antecedentes
En una entrevista con Rap-Up , Minaj reveló el título de la canción, y más tarde Garrett insinuó en torno a los detalles de su colaboración con Minaj, declarando,
"Acabo de grabar con Nicki un dueto. Va a ser una bomba de mierda. Es muy, muy explosivo! Es un banger del club. Es mucho más amplio que lo que la gente esperaba que me acompañan. El registro la pone en juego de manera que debería haber estado aquí hace mucho tiempo . Ella tiene una forma real de cómo quiere hacer las cosas. Esto sólo va a ser una sorpresa cuando llegue. Ella sólo quiere que sea lo más amplio posible ".
Además, el coproductor Alex da Kid dijo: "Empecé en el tren y termine en el estudio. Sabía que era especial desde el principio. No era como si yo fuera el objetivo de Nicki con esta canción, tenía una idea que pensaba que era una locura. Nicki canto y el resto es historia. " En una entrevista con MTV News, Minaj declaró cuando escuchó por primera vez la canción que ella sentía que estaba en África y se enamoró con el tambor, y comentó: "Es una muy rara. ... no les gustara la canción la primera vez que lo escuches. Después de la segunda o tercera vez, vas a ser como, 'Whoa, ¿qué es esto? Suena nada que ver con todo lo que esta ahora". También dijo que la canción tiene un  "nivel futurista", y dijo que ella eligió Garrett ya que iba a ser el mejor para      "ilustrar a Nicki Minaj", como llegó a ella y a su personalidad ". En una entrevista en el set de la filmación del video de "Massive Attack", Minaj dijo: "Estoy emocionada de que la gente me escuche ... haciendo algo más que un verso. Es realmente creativo. Yo quería ser teatral, pero estoy muy serosa sobre lo que hago. " También en el set del video, Garrett dijo: "Queríamos darle algo que fuera mundial", continuó. "Queríamos darle algo que fuera urbano, quisimos darle algo que fuera pop, ya sabes lo que quiero decir, que el mundo podría tener la oportunidad de verla a cabo en este pedestal. Y, por supuesto, tu sabes, tuve que venir con ella, porque tendre un álbum pronto. " La canción hizo su debut 29 de marzo de 2010 en WQHT. La canción se filtró en Internet el 30 de marzo de 2010, el día antes de su estreno video musical en 106 & Park

## Música y letra
La canción fusiona el hip-hop y el dance  Se compone de un estilo "futurista" con pesados latidos. Lleva un "caótico" golpe con "chillona Euro- sintetizadores club "en comparación con Timbaland. las referencias de Minaj son el Sr. Miyagi, El Fantasma de la Opera, y Simba y Mufasa de la película El rey león en sus líneas.

## Recepción de la crítica
Mónica Herrera de Billboard dio una revisión mixta, afirmando que Minaj, siendo "uno de los raperos más visual distintivo en años", solo fue un "anticlimática " , "teniendo en cuenta el bombo Minaj ha generado a través de mixtapes, camafeos y su co-protagonista  Lil Wayne en "Young Money ". Sin embargo Hererra felicito al contenido de las letras, declarando que "sus atrevidas frases son tan entretenidos como siempre", y aunque la producción total no se adecuaba a los Minaj "su entrega y el paciente mental esta tan bien como, por ejemplo, Kane Beatzcauce "más simple para Young Money BedRock. Daw Robbie de "Idolator", dijo, "no podemos esperar más de Nicki hacer menos de lo que sale de la puerta de carga toda su fuerza, sus letras, por su single debut. Dicho esto, nos estaban esperando tal vez un poco más de melodía en la pista. " Chris Ryan, del 'MTV Buzzworthy "dio a la canción una crítica positiva, declarando que" se tiene la sensación, escuchando el canto de un ataque aéreo y ritmos atronadores,  Ryan también dijo, "su destreza verbal, complejo flujo y el humor, Nicki es una reminiscencia de clásicos de Missy Elliott  y eso es un elogio del más alto orden ".
- Datos: Q581181